# مطار واشنطن دالاس الدولي
مطار واشنطن دولس الدولي (إياتا: IAD، إيكاو: KIAD، معرف الموقع إف إيه إيه: IAD)(/ˈdʌlɪs/ DUL-iss) هو مطار دولي في مقاطعة لودون ومقاطعة فيرفاكس في شمال فيرجينيا، الولايات المتحدة غرب وسط مدينة واشنطن العاصمة ب26 ميلاً (42 كم). سمي المطار الذي افتتح عام 1962، على اسم جون فوستر دالاس وزير الخارجية الأمريكي خلال الحرب الباردة. تدير المطار هيئة مطارات العاصمة واشنطن وهو مبنى على مساحة 13,000 فدان (20.3 ميل مربع؛ 52.6 كم2) يحتل المطار المرتبة الرابعة في الولايات المتحدة من حيث المساحة، بعد مطار دنفر الدولي ومطار دالاس فورت ورث الدولي ومطار جنوب غرب فلوريدا الدولي.
المطار مع مطارات رونالد ريغان واشنطن الوطني (DCA) وبالتيمور واشنطن الدولي (BWI) واحدًا من ثلاثة مطارات رئيسية تخدم منطقة العاصمة واشنطن بالتيمور. هو ثاني أكثر المطارات ازدحامًا في منطقة العاصمة واشنطن والمطار الثامن والعشرين الأكثر ازدحامًا في الولايات المتحدة في 2021 لدي المطار أكبر عدد من حركة الركاب الدولية مقارنة بأي مطار في وسط المحيط الأطلسي خارج منطقة العاصمة نيويورك، يأتي إليه مايقرب من 90% من الرحلات الدولية لمنطقة بالتيمور واشنطن. يمر عبر دالاس في المتوسط 60 ألف مسافر يوميًا من وإلى أكثر من 139 وجهة حول العالم.

## شركات الطيران والوجهات

### الركاب
| شركـات طيـران                   | الوجهات | Refs   |
| ------------------------------- | --- | ------ |
| أير لينغس                       | مطار دبلن الدولي | [ 18 ] |
| طيران المكسيك                   | مطار بينيتو خواريز الدولي (تستأنف في 1 يوليو 2024) | [ 19 ] |
| طيران كندا                      | مطار فانكوفر الدولي موسمي: مطار تورونتو بيرسون الدولي | [ 20 ] |
| Air Canada Express              | مطار مونتريال الدولي، مطار تورونتو بيرسون الدولي | [ 20 ] |
| الخطوط الجوية الفرنسية          | مطار باريس شارل ديغول | [ 21 ] |
| طيران الهند                     | مطار أنديرا غاندي الدولي | [ 22 ] |
| خطوط آلاسكا الجوية              | مطار لوس أنجلوس الدولي، مطار سان دييغو الدولي، مطار سان فرانسيسكو الدولي، مطار سياتل تاكوما الدولي | [ 24 ] |
| أليجانت للطيران                 | مطار أوستن برغستروم الدولي، مطار جاكسونفيل الدولي، مطار ناشفيل الدولي، Sarasota | [ 25 ] |
| خطوط كل اليابان الجوية          | مطار طوكيو هانيدا الدولي | [ 26 ] |
| الخطوط الجوية الأمريكية         | مطار دالاس فورت ورث الدولي موسمي: مطار شارلوت دوغلاس الدولي | [ 27 ] |
| إمريكان إيغل                    | موسمي: مطار أوستن برغستروم الدولي (تنتهي في 14 فبراير 2024)، مطار شارلوت دوغلاس الدولي | [ 27 ] |
| الخطوط الجوية النمساوية         | مطار فيينا الدولي | [ 29 ] |
| أفيانكا                         | مطار إلدورادو الدولي | [ 30 ] |
| أفيانكا كوستاريكا               | Guatemala City، مطار خوان سانتاماريا الدولي | [ 31 ] |
| أفيانكا السلفادور               | مطار إل سلفادور الدولي | [ 30 ] |
| الخطوط الجوية البريطانية        | مطار لندن هيثرو | [ 32 ] |
| خطوط بروكسل الجوية              | موسمي: مطار بروكسل الدولي | [ 33 ] |
| خطوط كوبا الجوية                | مطار توكومين الدولي | [ 34 ] |
| خطوط دلتا الجوية                | مطار هارتسفيلد جاكسون، مطار سولت ليك سيتي الدولي، مطار سياتل تاكوما الدولي موسمي: مطار ديترويت | [ 35 ] |
| Delta Connection                | مطار ديترويت، مطار منيابولس سانت بول الدولي، مطار جون إف كينيدي الدولي | [ 35 ] |
| مصر للطيران                     | مطار القاهرة الدولي | [ 36 ] |
| طيران الإمارات                  | مطار دبي الدولي | [ 37 ] |
| الخطوط الجوية الإثيوبيةa        | مطار أديس أبابا بولي الدولي، مطار لومي | [ 38 ] |
| الاتحاد للطيران                 | مطار أبو ظبي الدولي | [ 39 ] |
| أيبيريا (شركة طيران)            | موسمي: مطار مدريد باراخاس الدولي | [ 40 ] |
| طيران آيسلندا                   | مطار كيفلافيك الدولي | [ 41 ] |
| إيتا (شركة طيران)               | مطار ليوناردو دا فينشي | [ 42 ] |
| الخطوط الجوية الملكية الهولندية | مطار سخيبول أمستردام | [ 43 ] |
| كوريا للطيران                   | مطار إنتشون الدولي | [ 44 ] |
| الخطوط الجوية الكويتية          | مطار الكويت الدولي (تبدأ في 23 فبراير 2024) | [ 45 ] |
| لوفتهانزا                       | مطار فرانكفورت، مطار ميونخ الدولي | [ 46 ] |
| خطوط نورس أتلانتيك الجوية       | موسمي: مطار غاتويك | [ 47 ] |
| بلاي (شركة طيران)               | مطار كيفلافيك الدولي | [ 48 ] |
| Porter Airlines                 | Toronto–Billy Bishop ‏ | [ 49 ] |
| الخطوط الجوية القطرية           | مطار حمد الدولي | [ 50 ] |
| الخطوط الملكية المغربية         | مطار محمد الخامس الدولي | [ 51 ] |
| الخطوط السعودية                 | مطار الملك عبد العزيز الدولي، مطار الملك خالد الدولي | [ 52 ] |
| الخطوط الجوية الإسكندنافية      | مطار كوبنهاغن | [ 53 ] |
| Southern Airways Express        | Bradford (PA) ‏، DuBois (PA) ‏، Lancaster (PA) ‏، Morgantown (WV) ‏ | [ 54 ] |
| خطوط ساوث ويست الجوية           | مطار هارتسفيلد جاكسون (تنتهي في 7 يناير 2024)، مطار ميدواي الدولي (تنتهي في 6 مارس 2024)، مطار دنفر الدولي، مطار فينيكس سكاي هاربر الدولي (تبدأ في 9 أبريل 2024) | [ 58 ] |
| خطوط بلاد الشمس الجوية          | موسمي: مطار منيابولس سانت بول الدولي (تستأنف في 18 أبريل 2024) | [ 59 ] |
| الخطوط الجوية الدولية السويسرية | مطار زيورخ الدولي (تبدأ في 28 مارس 2024) | [ 61 ] |
| تاب برتغال                      | مطار لشبونة | [ 62 ] |
| الخطوط الجوية التركية           | مطار إسطنبول الدولي | [ 63 ] |
| الخطوط الجوية المتحدة           | مطار كوتوكا الدولي، مطار الملكة علياء الدولي، مطار سخيبول أمستردام، مطار هارتسفيلد جاكسون، مطار أوستن برغستروم الدولي، باربادوس، مطار لوجان الدولي، مطار بروكسل الدولي، Cancún، مطار كيب تاون الدولي، Charleston (SC) ‏، مطار شارلوت دوغلاس الدولي، مطار أوهير الدولي، Cleveland، مطار دالاس فورت ورث الدولي، مطار دنفر الدولي، مطار دبلن الدولي، Fort Lauderdale ‏، Fort Myers ‏، مطار فرانكفورت، مطار جنيف الدولي، Guatemala City، مطار جورج بوش الدولي، مطار جاكسونفيل الدولي، مطار مورتالا محمد الدولي، مطار هاري ريد الدولي، مطار لندن هيثرو، مطار لوس أنجلوس الدولي، مطار بينيتو خواريز الدولي، مطار ميامي الدولي، مطار سانجستر الدولي، مطار ميونخ الدولي، مطار ناشفيل الدولي، مطار نيوآرك ليبرتي الدولي، مطار نيو أورلينز لويس أرمسترونغ الدولي، مطار لاغوارديا، Norfolk، مطار أورلاندو الدولي، مطار باريس شارل ديغول، مطار فينيكس سكاي هاربر الدولي، مطار بورتلاند الدولي، Providenciales، Punta Cana ‏، Raleigh/Durham، مطار ليوناردو دا فينشي، Sacramento، مطار الأميرة جوليانا الدولي، St. Thomas ‏، مطار سان أنطونيو الدولي، مطار سان دييغو الدولي، مطار سان فرانسيسكو الدولي، مطار لويس مارين مونيوز، مطار إل سلفادور الدولي، مطار غواروليوس الدولي، مطار سياتل تاكوما الدولي، مطار تامبا الدولي، مطار بن غوريون الدولي (suspended)، مطار طوكيو هانيدا الدولي، مطار زيورخ الدولي موسمي: Albuquerque، مطار الملكة بياتريس الدولي، مطار أثينا الدولي، مطار برشلونة الدولي، Bozeman، Burlington (VT) ‏، مطار كالغاري الدولي، Columbus–Glenn، مطار إدنبرة، مطار أوين روبرتس الدولي، Hartford، Hayden/Steamboat Springs ‏، مطار هونولولو الدولي، مطار إنديانابوليس الدولي، Key West ‏ (تبدأ في 21 ديسمبر 2023)، مطار لشبونة، مطار مدريد باراخاس الدولي، Nassau، Portland (ME) ‏، Rochester (NY) ‏، مطار خوان سانتاماريا الدولي، Sarasota، Savannah، Syracuse، مطار بالم بيتش الدولي | [ 65 ] |
| United Express                  | Albany، مطار هارتسفيلد جاكسون، مطار بوفالو نياغارا الدولي ‏، Burlington (VT) ‏، Charleston (SC) ‏، مطار شارلوت دوغلاس الدولي، Charlottesville (VA) ‏، Cincinnati، Cleveland، Columbia (SC) ‏، Columbus–Glenn، مطار دالاس فورت ورث الدولي، Dayton، مطار ديترويت، Fort Myers ‏، Hartford، مطار جورج بوش الدولي، مطار هنتسفيل الدولي، مطار إنديانابوليس الدولي، مطار جاكسونفيل الدولي، Johnstown (PA) ‏، Kansas City ‏، Knoxville، Louisville، مطار منيابولس سانت بول الدولي، مطار مونتريال الدولي، مطار ناشفيل الدولي، مطار نيوآرك ليبرتي الدولي، مطار نيو أورلينز لويس أرمسترونغ الدولي، مطار لاغوارديا، Norfolk، Ottawa، مطار بيتسبرغ الدولي ‏، Portland (ME) ‏، Providence، Raleigh/Durham، Richmond، Roanoke، Rochester (NY) ‏، مطار سانت لويس الدولي، مطار سان أنطونيو الدولي، Sarasota، Savannah، Syracuse، مطار تورونتو بيرسون الدولي، مطار بالم بيتش الدولي موسمي: Key West ‏، Panama City (FL) ‏، Traverse City ‏ | [ 66 ] |
| خطوط فيرجن أتلانتيك الجوية      | مطار لندن هيثرو | [ 67 ] |
| Volaris El Salvador             | مطار إل سلفادور الدولي | [ 68 ] |
| ويست جت إيرلاينز ‏               | موسمي: مطار كالغاري الدولي | [ 69 ] |

- ^a: تتوقف بعض رحلات الخطوط الجوية الإثيوبية من أديس أبابا إلى دالاس في دبلن للتزود بالوقود.[70] لكن الرحلة من دالاس إلى أديس أبابا مباشرة.

### الشحن
| شركـات طيـران        | الوجهات |
| -------------------- | --- |
| فيديكس إكسبرس        | Greensboro، مطار هاريسبورغ الدولي ‏، مطار إنديانابوليس الدولي، مطار ممفيس الدولي، مطار جون إف كينيدي الدولي، مطار نيوآرك ليبرتي الدولي، مطار فيلادلفيا الدولي، جاكسونفيل (فلوريدا) |
| فيديكس إكسبرس        | مطار نيوآرك ليبرتي الدولي |
| خطوط يو بي إس الجوية | Louisville |

## الإحصائيات

### أشهر الرحلات
| الرتبة | المطار                    | المسافرون | الناقل                      |
| ------ | ------------------------- | --------- | --------------------------- |
| 1      | مطار دنفر الدولي          | 480,000   | ساوث ويست، المتحدة          |
| 2      | مطار سان فرانسيسكو الدولي | 440,000   | آلاسكا، المتحدة             |
| 3      | مطار لوس أنجلوس الدولي    | 393,000   | آلاسكا، المتحدة             |
| 4      | مطار هارتسفيلد جاكسون     | 357,000   | دلتا، ساوث ويست، المتحدة    |
| 5      | مطار سياتل تاكوما الدولي  | 246,000   | آلاسكا، دلتا، المتحدة       |
| 6      | مطار جورج بوش الدولي      | 237,000   | المتحدة                     |
| 7      | مطار أوهير الدولي         | 226,000   | المتحدة                     |
| 8      | مطار نيوآرك ليبرتي الدولي | 225,000   | المتحدة                     |
| 9      | مطار أورلاندو الدولي      | 225,000   | فرونتير، ساوث ويست، المتحدة |
| 10     | مطار شارلوت دوغلاس الدولي | 211,000   | الأمريكية، المتحدة          |

| الرتبة | التغير | المطار                          | المسافرون | التغير   | الناقل                                                                            |
| ------ | ------ | ------------------------------- | --------- | -------- | --------------------------------------------------------------------------------- |
| 1      | ▲2     | مطار لندن هيثرو                 | 611,611   | ▲229.5%  | الخطوط الجوية البريطانية، الخطوط الجوية المتحدة، خطوط فيرجن أتلانتيك الجوية       |
| 2      |        | مطار فرانكفورت                  | 546,164   | ▲93.8%   | لوفتهانزا، الخطوط الجوية المتحدة                                                  |
| 3      | ▲3     | مطار باريس شارل ديغول           | 423,774   | ▲160.1%  | الخطوط الجوية الفرنسية، الخطوط الجوية المتحدة                                     |
| 4      | ▼3     | مطار إل سلفادور الدولي          | 376,732   | ▲20.2%   | أفيانكا السلفادور، الخطوط الجوية المتحدة، Volaris Costa Rica، Volaris El Salvador |
| 5      |        | مطار إسطنبول الدولي             | 288,953   | ▲70.5%   | الخطوط الجوية التركية                                                             |
| 6      | ▲30    | مطار دبلن الدولي                | 249,907   | ▲1327.4% | أير لينغس، الخطوط الجوية المتحدة                                                  |
| 7      | ▲4     | مطار ميونخ الدولي               | 246,798   | ▲128.2%  | لوفتهانزا، الخطوط الجوية المتحدة                                                  |
| 8      | ▲1     | مطار بروكسل الدولي              | 236,390   | ▲72.7%   | خطوط بروكسل الجوية، الخطوط الجوية المتحدة                                         |
| 9      | ▼5     | مطار أديس أبابا بولي الدولي     | 227,876   | ▲29.0%   | الخطوط الجوية الإثيوبية                                                           |
| 10     | ▲2     | مطار دبي الدولي                 | 226,656   | ▲139.5%  | طيران الإمارات                                                                    |
| 11     | ▼4     | مطار توكومين الدولي             | 217,127   | ▲48.7%   | خطوط كوبا الجوية                                                                  |
| 12     | ▼2     | Cancún، Mexico                  | 212,998   | ▲67.0%   | الخطوط الجوية المتحدة                                                             |
| 13     | ▼5     | مطار حمد الدولي                 | 207,134   | ▲44.3%   | الخطوط الجوية القطرية                                                             |
| 14     | ▼1     | مطار تورونتو بيرسون الدولي      | 196,534   | ▲179.1%  | طيران كندا، الخطوط الجوية المتحدة                                                 |
| 15     | ▲1     | مطار سخيبول أمستردام            | 169,343   | ▲180.1%  | الخطوط الجوية الملكية الهولندية، الخطوط الجوية المتحدة                            |
| 16     | ▲6     | مطار لشبونة                     | 155,853   | ▲274.6%  | تاب برتغال، الخطوط الجوية المتحدة                                                 |
| 17     | ▲2     | مطار أبو ظبي الدولي             | 141,876   | ▲188.2%  | الاتحاد للطيران                                                                   |
| 18     | ▼4     | Punta Cana، Dominican Republic ‏ | 113,539   | ▲66.5%   | الخطوط الجوية المتحدة                                                             |
| 19     | ▲New   | مطار كيفلافيك الدولي            | 106,980   | ▲N/A     | طيران آيسلندا                                                                     |
| 20     | ▲8     | مطار مونتريال الدولي            | 106,166   | ▲203.3%  | طيران كندا، الخطوط الجوية المتحدة                                                 |

### شركات الطيران
| الرتبة | الناقل                  | المسافرون | الحصة  |
| ------ | ----------------------- | --------- | ------ |
| 1      | الخطوط الجوية المتحدة   | 2,899,449 | 70.42% |
| 2      | خطوط دلتا الجوية        | 212,151   | 5.12%  |
| 3      | الخطوط الجوية الأمريكية | 142,382   | 3.44%  |
| 4      | خطوط ساوث ويست الجوية   | 85,013    | 2.05%  |
| 5      | خطوط آلاسكا الجوية      | 63,659    | 2.05%  |

### عدد المسافرون
شاهد source Wikidata query and sources.
| السنة | المسافرون  | السنة | المسافرون  | السنة | المسافرون  |
| ----- | ---------- | ----- | ---------- | ----- | ---------- |
| 1999  | 19,797,329 | 2009  | 23,213,341 | 2019  | 24,817,677 |
| 2000  | 20,104,693 | 2010  | 23,741,603 | 2020  | 8,333,460  |
| 2001  | 18,002,319 | 2011  | 23,211,856 | 2021  | 15,006,955 |
| 2002  | 17,235,163 | 2012  | 22,561,521 | 2022  | 21,376,896 |
| 2003  | 16,950,381 | 2013  | 21,947,065 | 2023  |            |
| 2004  | 22,868,852 | 2014  | 21,572,233 | 2024  |            |
| 2005  | 27,052,118 | 2015  | 21,650,546 | 2025  |            |
| 2006  | 23,020,362 | 2016  | 21,969,094 | 2026  |            |
| 2007  | 24,737,528 | 2017  | 22,892,504 | 2027  |            |
| 2008  | 23,876,780 | 2018  | 24,060,709 | 2028  |            |